# 萧朴古只沙里
萧朴古只沙里（？—1177年），西辽政治人物，出自契丹萧氏。
萧朴古只沙里是西辽兵马都元帅萧斡里剌的儿子，驸马萧朵鲁不的弟弟。萧朵鲁不的妻子承天太后耶律普速完称制，朴古只沙里与太后私通，罗织罪名杀死兄长朵鲁不。崇福十四年（1177年），朴古只沙里与耶律普速完一起被其父萧斡里剌射杀。